# العلاقات الميانمارية الهايتية
العلاقات الميانمارية الهايتية هي العلاقات الثنائية التي تجمع بين ميانمار وهايتي.

## مقارنة بين البلدين
هذه مقارنة عامة ومرجعية للدولتين:
| وجه المقارنة                                              | ميانمار          | هايتي                                |
| --------------------------------------------------------- | ---------------- | ------------------------------------ |
| المساحة (كم2)                                             | 676.58 ألف       | 27.75 ألف                            |
| عدد السكان (نسمة)                                         | 53.37 مليون      | 10.98 مليون                          |
| الكثافة السكانية (ن./كم²)                                 | 78.88            | 395.68                               |
| العاصمة                                                   | نايبيداو، يانغون | بورت أو برانس                        |
| اللغة الرسمية                                             | اللغة البورمية   | لغة فرنسية، اللغة الكريولية الهايتية |
| العملة                                                    | كيات ميانماري    | جوردة هايتية                         |
| الناتج المحلي الإجمالي (بليون دولار)                      | 69.32 مليار      | 8.41 مليار                           |
| الناتج المحلي الإجمالي (تعادل القوة الشرائية) بليون دولار | 282.95 مليار     | 18.82 مليار                          |
| الناتج المحلي الإجمالي الاسمي للفرد دولار أمريكي          | 1.16 ألف         | 818                                  |
| الناتج المحلي الإجمالي للفرد دولار أمريكي                 |                  | 1.73 ألف                             |
| مؤشر التنمية البشرية                                      | 0.536            | 0.483                                |
| رمز المكالمات الدولي                                      | +95              | +509                                 |
| رمز الإنترنت                                              | .mm              | .ht                                  |
| المنطقة الزمنية                                           | ت ع م+06:30      | 00                                   |

## منظمات دولية مشتركة
يشترك البلدان في عضوية مجموعة من المنظمات الدولية، منها:
| علم المنظمة | اسم المنظمة                        | تاريخ انضمام ميانمار | تاريخ انضمام هايتي |
| ----------- | ---------------------------------- | -------------------- | ------------------ |
|             | مؤسسة التنمية الدولية              | 5 نوفمبر 1962        | 13 يونيو 1961      |
|             | يونسكو                             | 27 يونيو 1949        | 18 نوفمبر 1946     |
|             | مؤسسة التمويل الدولية              | 3 ديسمبر 1956        | 20 يوليو 1956      |
|             | منظمة حظر الأسلحة الكيميائية       | ?                    | ?                  |
|             | الأمم المتحدة                      | 19 أبريل 1948        | 24 أكتوبر 1945     |
|             | الاتحاد الدولي للاتصالات           | 15 سبتمبر 1937       | 10 أكتوبر 1927     |
|             | منظمة الشرطة الجنائية الدولية      | ?                    | ?                  |
|             | البنك الدولي للإنشاء والتعمير      | 3 يناير 1952         | 8 سبتمبر 1953      |
|             | الاتحاد البريدي العالمي            | ?                    | ?                  |
|             | وكالة ضمان الاستثمار متعدد الأطراف | 16 ديسمبر 2013       | 11 ديسمبر 1996     |
|             | منظمة التجارة العالمية             | ?                    | ?                  |

## وصلات خارجية
- موقع وزارة الخارجية الميانمارية
- موقع وزارة الخارجية الهايتية